# Paraíso

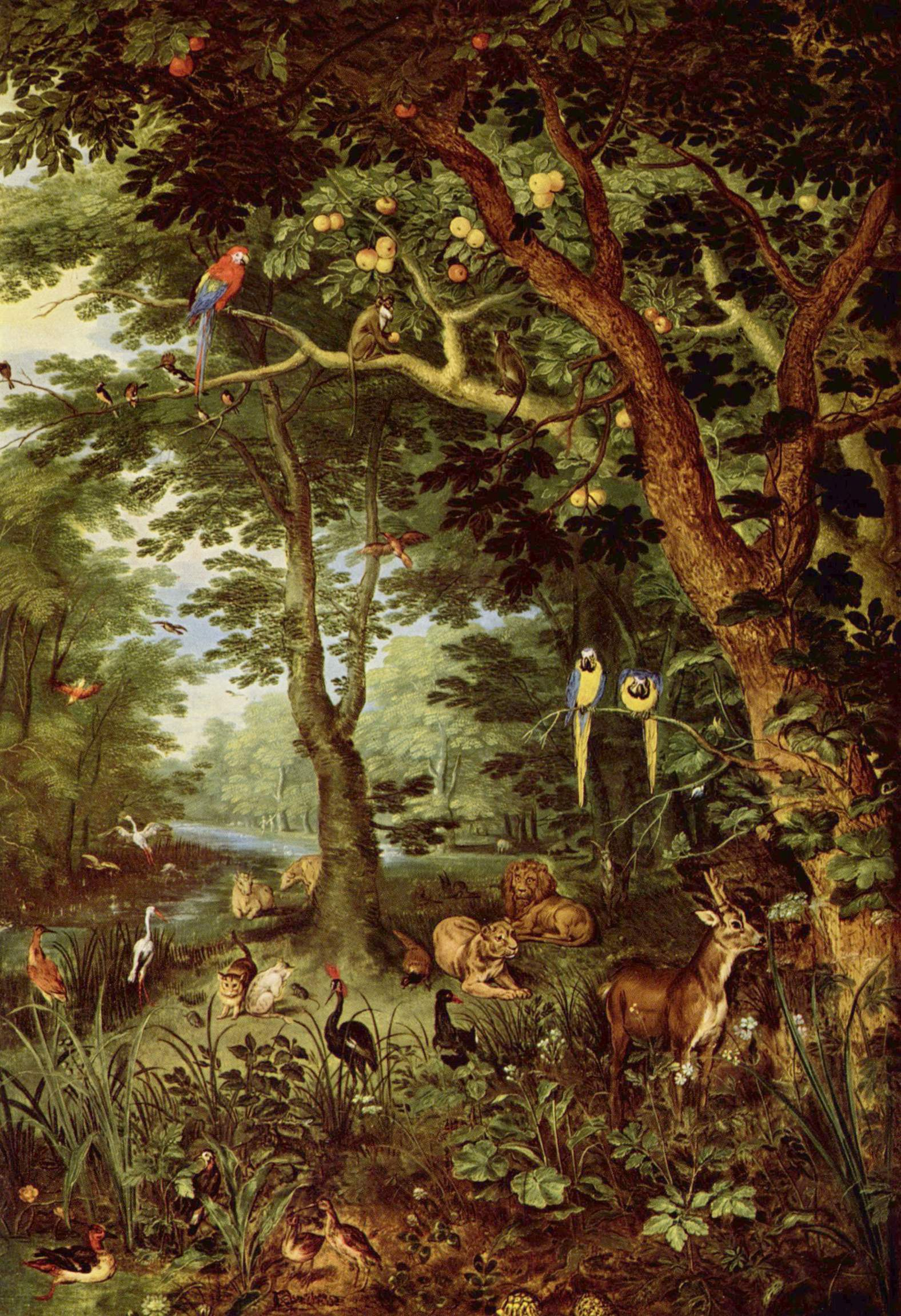
O Paraíso, por Jan Brueghel, o Velho

A palavra paraíso deriva do termo avéstico pairi-daeza (uma área/jardim murada), composto por pairi- (ao redor), um cognato do grego peri-, e -diz (criar, fazer). Uma palavra associada é o sânscrito paradesha que literalmente significa país supremo.
Lugares habitualmente vistos como analogias de paraíso incluem:
- O lugar ideal, na terra ou utopia, outrora representado pelo Jardim do Éden.
- Um lugar descrito por diferentes religiões onde o clima é ameno, há abundância de alimentos e recursos, e não há guerras, doenças ou morte. Normalmente, a vida no paraíso seria a recompensa após a morte para as almas dos que seguem corretamente os preceitos de cada religião.

## Origens do termo
Fontes tão antigas quanto Xenofonte em seu Anabasis, discorrem sobre o afamado "paraíso" dos jardins persas. Na dinastia persa dos Aquemênidas, possivelmente antes (na Mesopotâmia?), o termo não era só aplicado aos jardins "paisagistas", mas especialmente aos terrenos para caçadas reais, a forma mais antiga de reserva para a vida selvagem, destinada para a prática da caçada como esporte; em várias culturas em contato com a natureza, o paraíso é retratado como um eterno campo de caçadas, não apenas em culturas relativamente primitivas (por exemplo, os índios norte-americanos, mas também em civilizações mais avançadas, essencialmente agrícolas, como os "Campos de Junco" dos egípcios e os Campos Elísios dos gregos.

## Judaísmo

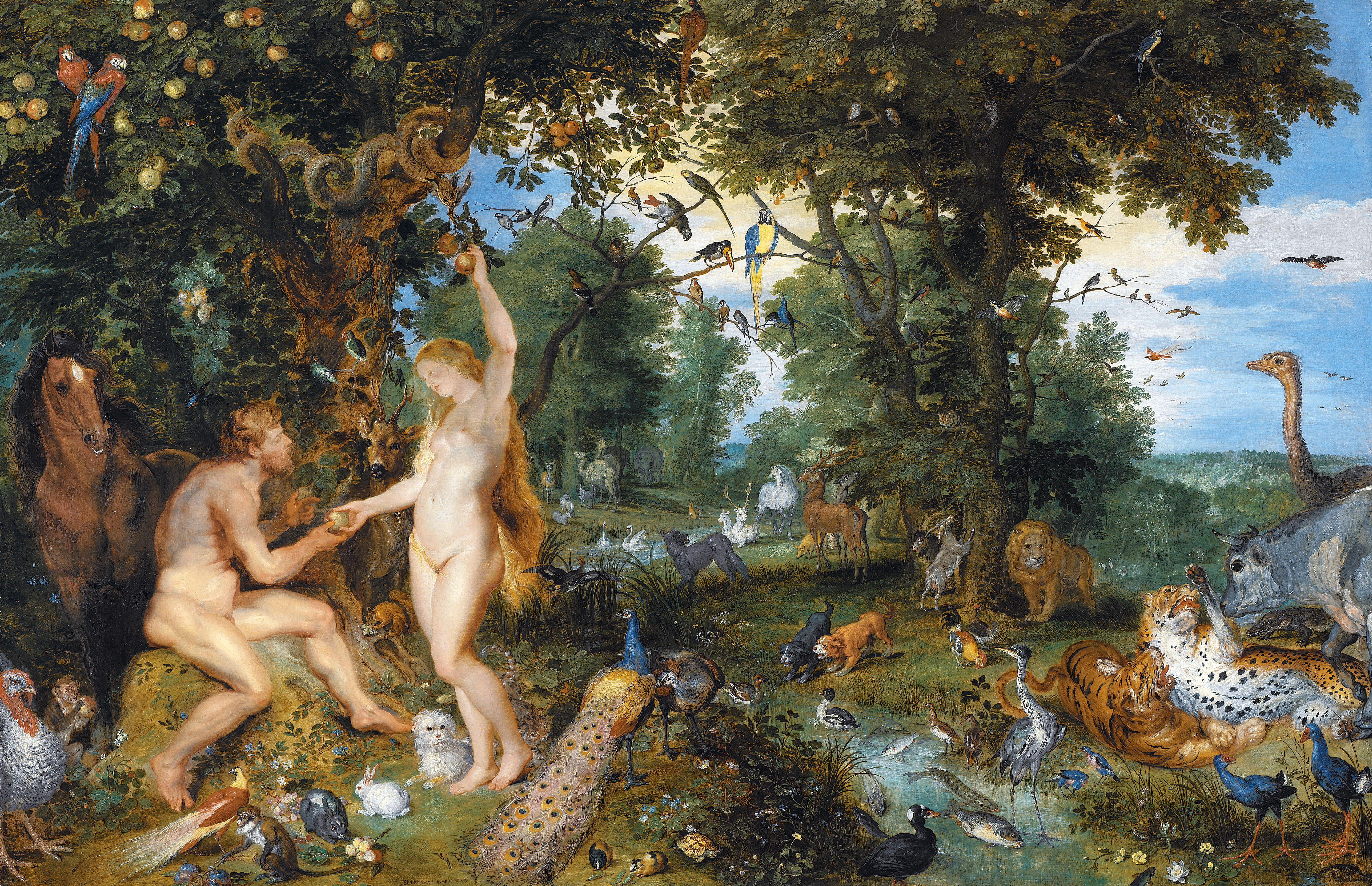
O Jardim do Éden com a Queda do Homem por Brueghel, o Velho e Rubens

A palavra que é agora compreendida como "lugar aprazível" passou do persa antigo (paridaeza) para o hebraico (pardes) e deste para o grego paradeisos (παράδεισος), grafado na Septuaginta e significando Jardim do Éden. A palavra persa é transliterado para o hebraico três vezes no Antigo Testamento (Cântico dos Cânticos 4:13, Eclesiastes 2:15, Neemias 2:8). Também ocorre 47 vezes na Septuaginta grega, principalmente como uma tradução de "jardim do Éden", ou nas profecias sobre a restauração do Éden. Na literatura rabínica a palavra tem vários significados.

## Cristianismo

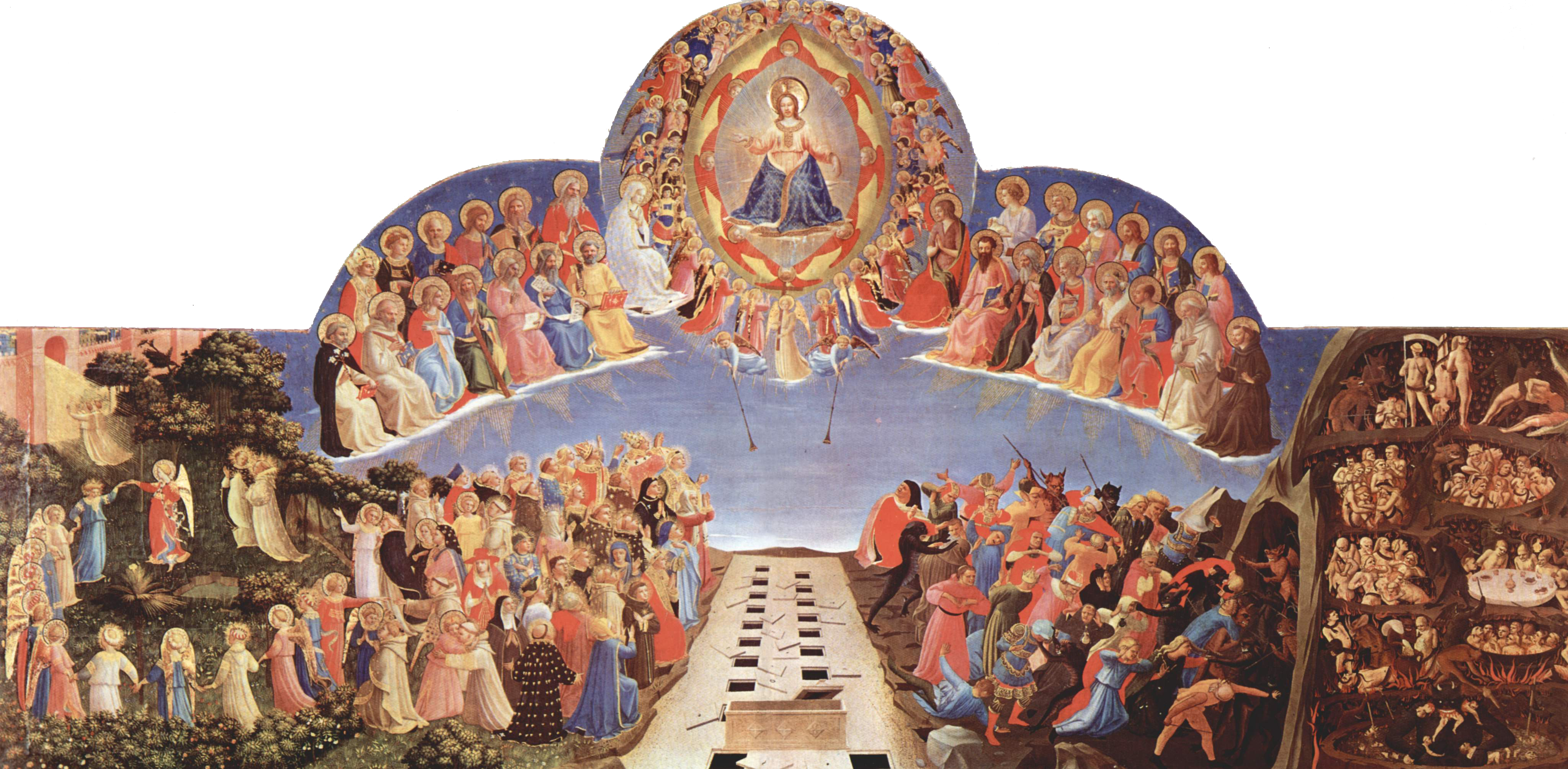
O Juízo Final de Fra Angelico (1432-1435)

No Novo Testamento, paraíso (paradisum em latim) ganhou o significado de paraíso restaurado na Terra (Mateus, 5:5, os mansos herdarão a terra), embora nenhuma referência seja feita quanto a condição (paradisíaca ou não) na qual estaria a Terra.
Existem três referências ao paraíso no Novo Testamento:
- Lucas 23:43 Na cruz, Jesus disse ao ladrão (segundo a tradição São Dimas) que estaria com ele no paraíso.

(As primeiras traduções em siríaco, e códices gregos, contêm variações de pontuação deste verso.)
- 2 Cor. 12:4 Foi arrebatado ao paraíso; e ouviu palavras inefáveis, que ao homem não é lícito falar.[12]

(Esta seção está relacionada com o conceito de terceiro céu encontrado nos escritos judaicos, como a Vida de Adão e Eva.)
- Apoc. 2:7 Ao que vencer, dar-lhe-ei a comer da árvore da vida, que está no meio do paraíso de Deus.[12]

(Esta referência está relacionada com a Árvore da Vida em Gênesis, e com a utilização da palavra paraíso na Septuaginta, Gênesis 2:8.)

### Catolicismo
No século II d.C., Ireneu de Lyon diferenciou paraíso de céu. Em Contra Heresias, escreveu que somente aqueles dignos de valor herdariam um lar no céu, enquanto que outros habitariam o paraíso e os demais viveriam na Jerusalém restaurada. Orígenes, igualmente, distinguia paraíso de céu, descrevendo o paraíso como uma "escola" terrestre para os mortos honrados, preparando-os para ascender através das esferas celestiais, até o céu.
O quadro Juízo Final de Fra Angelico (ilustração acima) mostra o paraíso em seu lado esquerdo. Há uma árvore da vida (e outra árvore) e um círculo de almas libertadas. No centro, há um buraco. Na arte muçulmana, isso é um sinal da presença do Profeta ou de seres divinos. Visualmente diz: os que aqui estão não podem ser representados.

### Cristianismo evangélico
No cristianismo evangélico, o paraíso é visto como o lugar prometido por Jesus Cristo para os crentes cristãos que foram  justificado por fé e graça. 

### Espiritismo
O espiritismo nega a existência de um local reservado para o gozo ou a pena dos espíritos desencarnados, encarando o paraíso e o inferno como meras alegorias.

### Mormonismo
Na teologia dos Santos dos Últimos Dias, o termo paraíso geralmente refere-se ao "mundo espiritual". Isto é, o lugar onde os espíritos residem após a morte e onde aguardam pela ressurreição. Neste contexto, "paraíso" é o estado dos justos após a morte. Em contraste, os iníquos e aqueles que ainda não conheceram o evangelho de Jesus Cristo aguardam pela ressurreição na prisão espiritual. Depois da ressurreição universal, todas as pessoas serão designadas para um reino ou grau de glória, os quais podem também ser denominados "paraíso".

### Testemunhas de Jeová
As Testemunhas de Jeová acreditam que as pessoas más serão destruídas no Armagedom e que os justos (os fiéis a Jeová) sobreviverão ao Armagedom e viverão eternamente num paraíso na Terra. (Salmos 37:9-11,29; Prov. 2:21, 22). Acreditam que serão ressuscitadas para viver no paraíso, pessoas justas e injustas. Os justos são os servos de Jeová que morreram fieis antes do Armagedom e os injustos são pessoas que morreram sem conhecer a verdade bíblica. (João 5:28, 29; Atos 24:15) Os injustos serão julgados pelas suas ações após a ressurreição, não segundo o que fizeram antes de morrer, pois 'o salário pago pelo pecado é a morte'. Entendem que quando a pessoa morre, não vai para um purgatório ou para um inferno de fogo pagar pelos pecados, pois a Bíblia diz que morte é o preço pago pelo pecado. Veja, Romanos 6:23. A Ressurreição não se aplica àqueles que Jeová julga terem pecado contra seu santo espírito. (Mat. 12:31, Lucas 12:5).

### Cristadelfianos
Os cristadelfianos interpretam o significado do termo grego do Novo Testamento através dos precedentes no Antigo Testamento grego, especialmente Gênesis 2,8 "um paraíso no Oriente, no Éden" (Septuaginta) e, consequentemente, vêm a resposta de Jesus ao pedido do ladrão "lembra-te de mim quando vieres no teu reino" como prova de que o reino será a restauração do Éden na Terra.

## Islamismo
No Alcorão, o paraíso é denominado "Firdous", a palavra etimologicamente equivalente ao termo original em velho persa, usada no lugar de Paraíso para descrever um lugar aprazível de vida após a morte, acessível aos que oram, fazem doações para a caridade e lêem o Alcorão. Também é usado no Alcorão para descrever os céus em sentido literal, isto é, sobre a Terra.

### Rosacrucianismo
Para os cristãos rosacrucianos, não há somente um único "paraíso" ou "céu", mas vários. Para a evolução atual dos seres humanos, três "céus" são alcançados: o primeiro, em que serão sentidas todas as boas ações praticadas na vida anterior na Terra; o segundo, em que será preparada a próxima encarnação, e o terceiro, o mais próximo de Deus, que é um período de repouso até o surgimento de uma oportunidade de reencarnação, de acordo com o nível evolutivo de cada um. Diz-se que desde a vinda de Cristo não há mais espíritos "perdidos" e a salvação está aberta a todos. Quando toda a humanidade alcançar um grau de perfeição moral, após a destruição de todo o pecado (a "alma que peca", como diz na Bíblia), será formada uma fraternidade universal, sob a direção de Cristo, e a humanidade viverá sob novas condições.